# كلير روز
كلير روز (بالإنجليزية: Claire Rose)‏ هي دراجة بريطانية، ولدت في 23 مايو 1987 في جدة في السعودية.

## وصلات خارجية
- كلير روز على موقع الاتحاد الدولي للدراجات (الإنجليزية)
- كلير روز على موقع أرشيف الدراجات (الإنجليزية)
- كلير روز على موقع إحصائيات الدراجات الإحترافية (الإنجليزية)
- كلير روز على موقع نسبة الدراجات (الإنجليزية)